# Bistum Girardot
Das Bistum Girardot (lat.: Dioecesis Girardotensis, span.: Diócesis de Girardot) ist eine in Kolumbien gelegene römisch-katholische Diözese mit Sitz in Girardot. 

## Geschichte
Das Bistum Girardot wurde am 29. Mai 1956 durch Papst Pius XII. mit der Päpstlichen Bulle Quandocumque tam amplio aus Gebietsabtretungen des Erzbistums Bogotá errichtet und diesem als Suffraganbistum unterstellt.

## Bischöfe von Girardot
- Alfredo Rubio Diaz, 1956–1961, dann Bischof von Sonsón
- Ciro Alfonso Gómez Serrano, 1961–1972, dann Koadjutorbischof von Socorro y San Gil
- Jesús María Coronado Caro SDB, 1973–1981, dann Bischof von Duitama
- Rodrigo Escobar Aristizábal, 1982–1987
- Jorge Ardila Serrano, 1988–2001
- Héctor Julio López Hurtado SDB, 2001–2018
- Jaime Muñoz Pedroza, seit 2018